# 韩国护照
大韓民國護照（韩语：／ daehanminguk yeogwon */?），简称韓國護照（／ hanguk yeogwon ?），是韩国政府發給韓國公民供其出入國境和在國外旅行或居留時證明其國籍和身份的旅行證件。
韩国护照分为外交護照（：／ oegyogwan yeogwon ?）、公務護照（／ gwan-yong yeogwon ?）以及一般護照（／ ilban yeogwon ?）。韓國護照由韓國造幣公社印制、韓國外交部簽發。

## 歷史

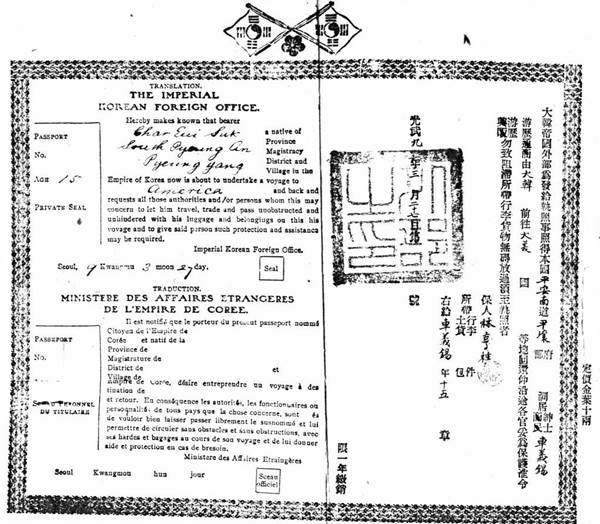
大韩帝国外部于光武九年（1905年）发行的「遊歷護照」

朝鲜半岛的护照历史最早可以追溯到1902年大韩帝国发行的「大韓帝國護照」，其类型分为通商以及游历两种。大韓帝國護照上的文字均为汉字，之后的版本还附加了英语以及法语翻译。

### 版本及樣式

#### 海外旅行券
1949年12月，韩国政府根据《大韩民国海外旅行规定》发行了海外旅行券。

#### 1961年版护照
1961年，《大韩民国护照法》颁布，韩国颁发首本韩国护照。

#### 1983年版护照
1983年版护照首次使用了彩色照片。

#### 1994年版护照
1994年版护照的个人資訊全部使用机打的方式记载，底部則附有符合國際民航組織標準的可機讀代碼。

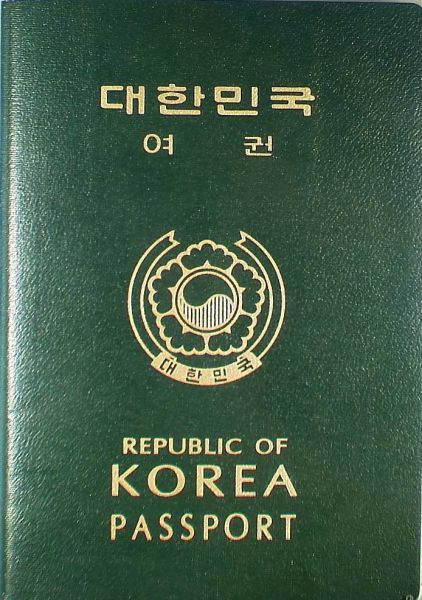
1994年版普通护照
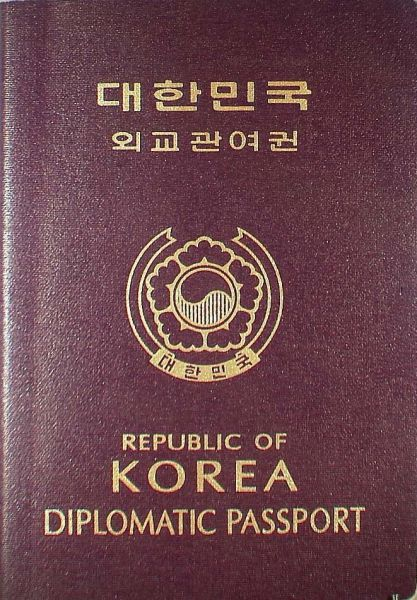
1994年版外交护照
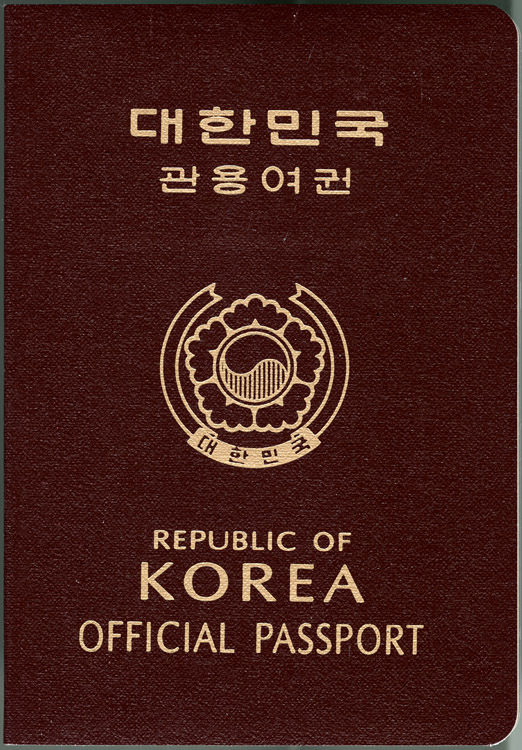
1994年版公务护照

#### 2005年版护照
2005年版护照实现了將相片掃描後直接打印在護照上。

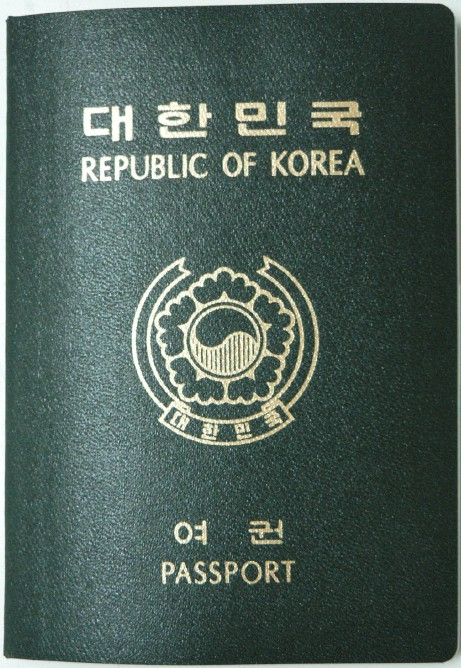
2005年版普通护照
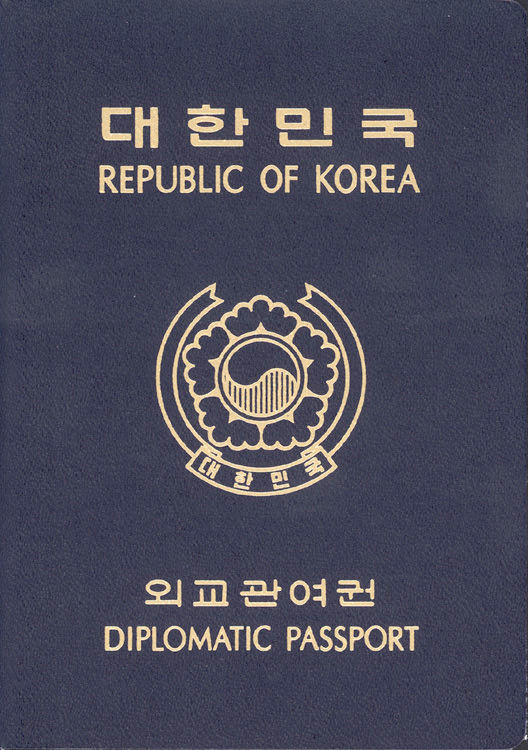
2005年版外交护照
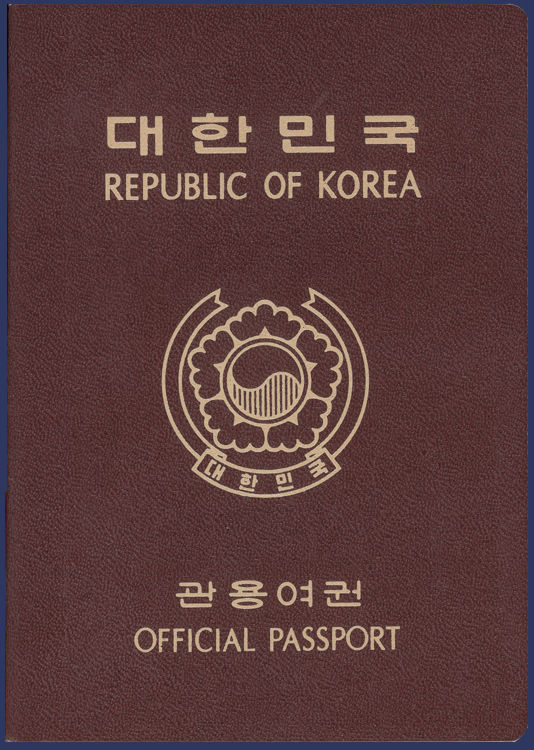
2005年版公务护照

#### 2008年版电子护照
2008年韩国正式启用电子护照。

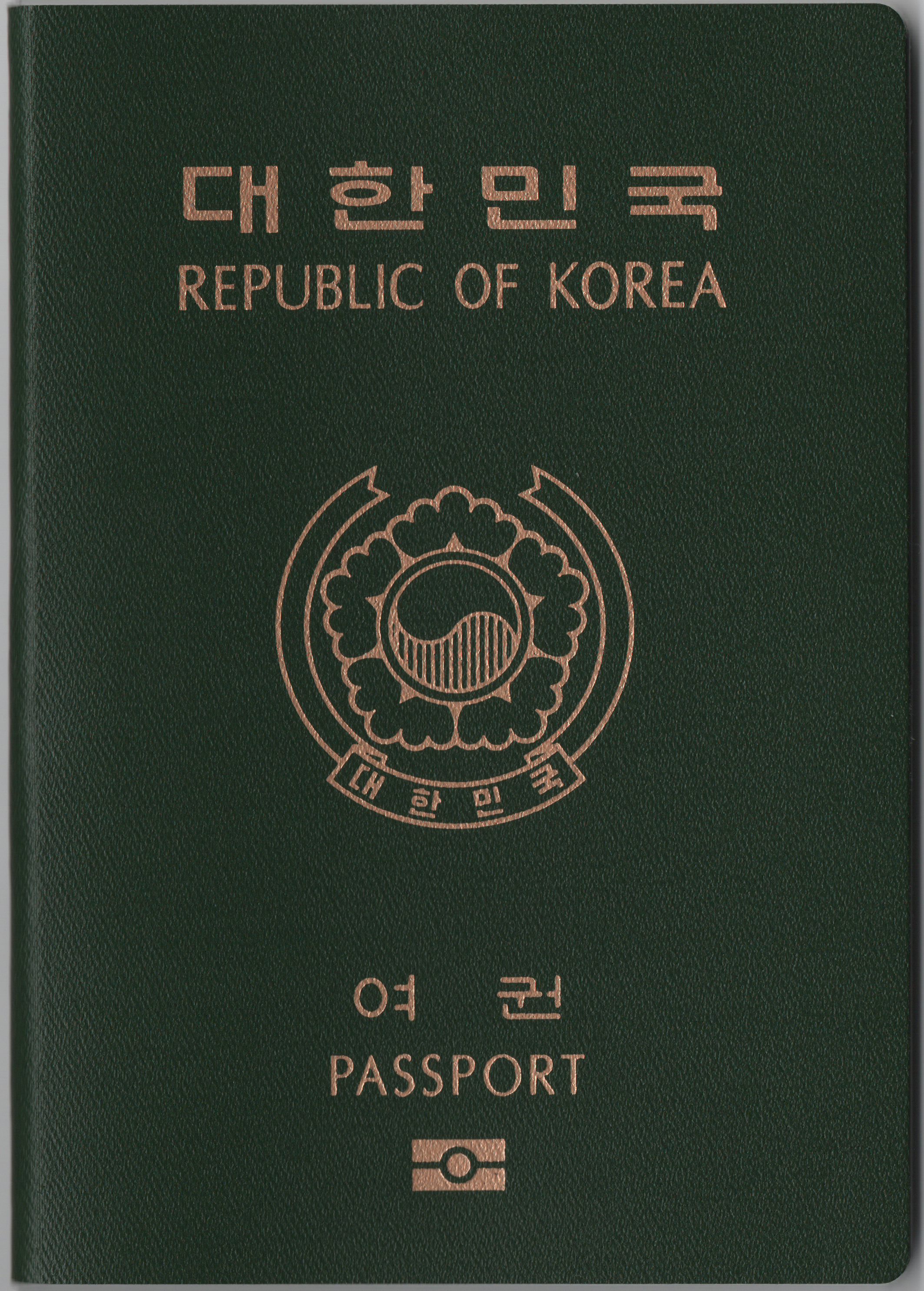
2008年版电子普通护照
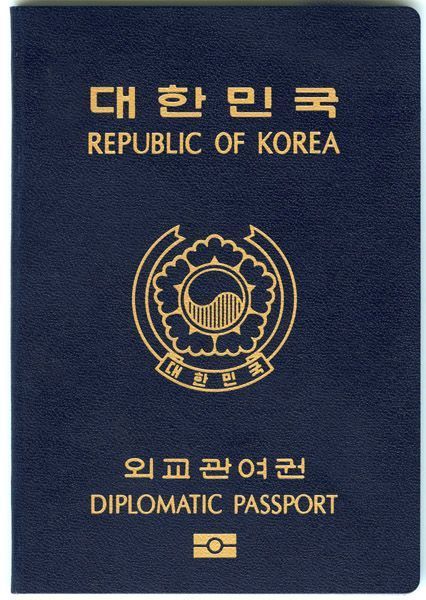
2008年版电子外交护照
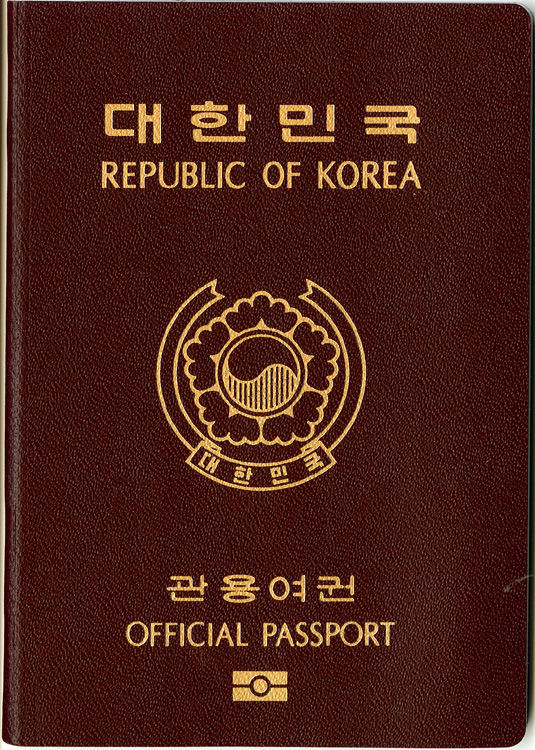
2008年版电子公务护照

#### 2020年版电子护照
2020年版護照的最明顯的改變在於顏色（普通護照封面的顏色將從綠色變為藍色、外交護照從藍色改為紅色、公務護照改為灰色）。此舉引起輿論，有批評称护照封面改为藍色是為了和時任總統文在寅所屬的共同民主黨的代表色保持相同；也有人認為新護照顏色和朝鲜民主主义人民共和国护照相同，是为了釋放善意。新護照亦改善了安全性，身份信息頁面將由聚碳酸酯製成，身份證字號將從護照中刪除。
2020年6月開始頒發新版本的外交和公務護照。由於2019冠狀病毒病疫情導致護照發行量比2019年同期急劇減少70%以上，原定於2020年12月發行的普通護照將推遲一年，至2021年12月發行。

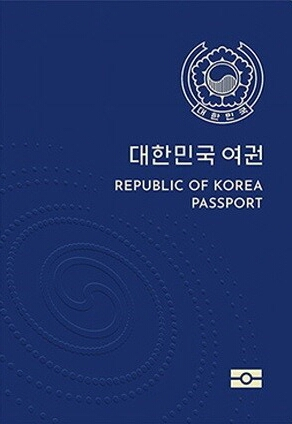
普通護照
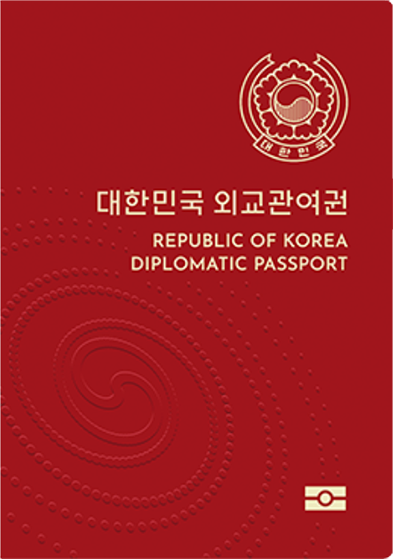
外交护照
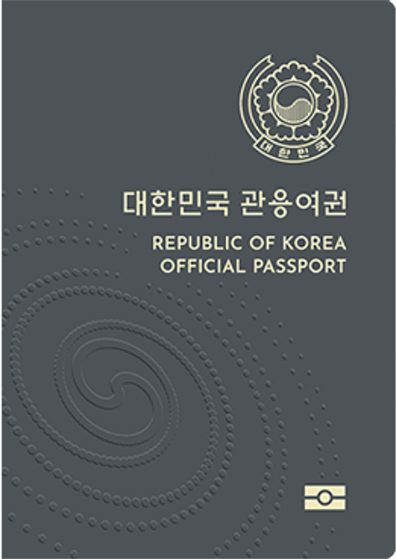
公务护照

## 种类

### 普通护照
韓國普通護照（韓語：或、英语：或）由韓國外交部以及韓國驻外使、领馆颁发给前往国外定居、探亲、学习、就业、旅行、从事商务活动等非公务原因出国的大韓民國公民。普通護照的封皮是深藍色，有效期为10年（18岁及以上的大韓民國公民）或5年（未服兵役之男性以及18岁以下的大韓民國公民），有48页及24頁兩種版本。

### 外交護照
韓國外交護照由韓國外交部負責簽發给韓國政府和韓國國軍的高級官員、外交官员、领事官员及其随行配偶、未成年子女和外交信使等。外交護照的封皮是紅色，有效期为5年，内有48頁。
持有此类护照者在国外通常享有外交豁免权和外交礼遇。

### 公务护照
韓國公務護照由韓國外交部、韓國驻外使、领馆颁发给韓國國會议员、各级政府部门因公出國的公务员、韓國派驻国外的外交代表机关、领事机关和驻联合国组织系统及其专门机构的工作人员及其随行配偶、未成年子女等。公務護照的封皮是灰色，有效期为5年。

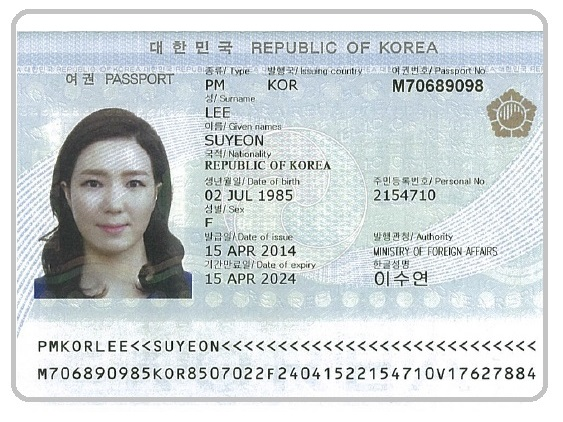
08年版护照个人信息页

## 内页

### 个人资料页
韩国護照包含以下个人資料內容：
- 持照人照片
- 类型：/Type：PM
- 國家碼：/Country Code：KOR
- 護照編號：/Passport No.
- 姓：/
- 名：/
- 谚文姓名：
- 国籍：/：REPUBLIC OF KOREA
- 出生日期：/：以"DD M/MMM YYYY"形式记载
- 签发日期：/：记载格式同出生日期
- 效期截止日期：/：记载格式同出生日期
- 性别：/：男性标注为M ，女性标注为F
- 签发机关：/：MINISTRY OF FOREIGN AFFAIRS
- 持照人签名：/

### 护照声明

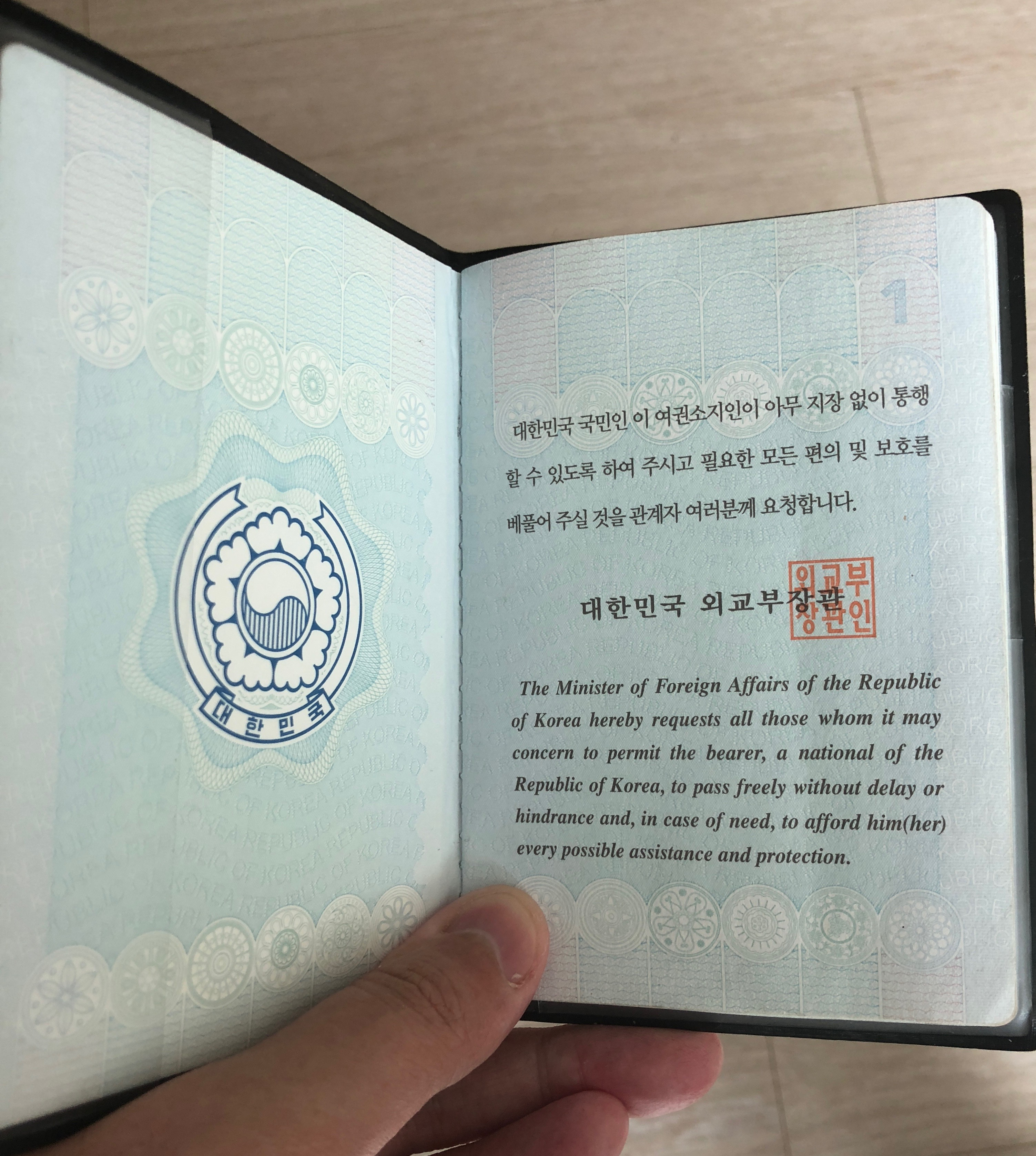
旧版韩国护照声明页

护照通常都包含签发国的声明，向其它所有国家表明持有人为本国公民身份，并且请求允许其持有人过境，同时享有国际法所规定的待遇。韩国护照內的声明先用韩文写出，接着用英文表述。韩国护照内首頁均印有如下声明：
韩语：
英语：
中文大意为：
茲請有關各方准予持用本護照的大韓民國國民自由通行、不受延誤或阻礙，並在需要時儘量給予援助和保護。
大韓民國外交部部長

### 注意事项

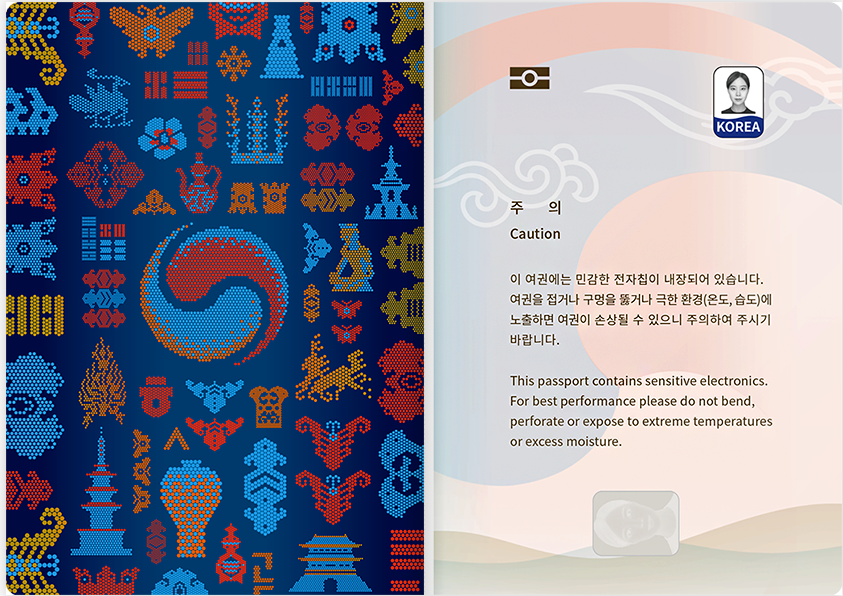
注意事项页样本

对于电子护照，封底则内置非接触式芯片，以数码方式储存持证人的个人资料及容貌影像，并印有以下说明：
韩语：
英语：
中文大意为：
本護照含敏感的電子部件，為保持護照的最佳效能，請勿彎曲護照或在本頁打孔；切勿讓本護照接觸高低溫或受潮。

### 应急资料

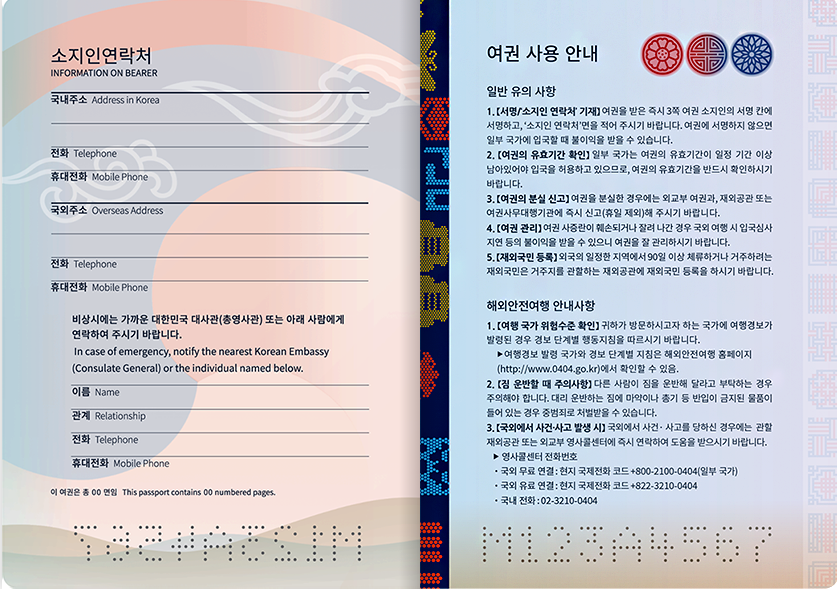
现行版普通護照的注意事项页

## 辦理費用
| 護照類型                                                                                                | 有效期  | 辦理條件                          | 頁數 | 費用    |
| --- | ------- | --------------------------------- | ---- | ------- |
| 普通護照                                                                                                | 10年    | 年齡為18歲以上的成年人            | 48頁 | ₩50,000 |
| 普通護照                                                                                                | 10年    | 年齡為18歲以上的成年人            | 24頁 | ₩47,000 |
| 普通護照                                                                                                | 5年     | 年齡為18歲以下、8嵗以上的未成年人 | 48頁 | ₩43,000 |
| 普通護照                                                                                                | 5年     | 年齡為18歲以下、8嵗以上的未成年人 | 24頁 | ₩39,000 |
| 普通護照                                                                                                | 5年     | 年齡為8歲以下的兒童               | 48頁 | ₩30,000 |
| 普通護照                                                                                                | 5年     | 年齡為8歲以下的兒童               | 24頁 | ₩27,000 |
| 普通護照                                                                                                | 5年以下 | 適齡但未服役男子                  | 24頁 | ₩12,000 |
| 普通護照                                                                                                | 1年     | 適用於单次旅行                    | 24頁 | ₩17,000 |
| 外交護照                                                                                                | 5年     | 符合特定條件之人員                | 48頁 | 免費    |
| 公務護照                                                                                                | 5年     | 符合特定條件之人員                | 48頁 | 免費    |
| - 换发新护照但仍延续原护照之有效期的费用为₩25,000 - 护照加注的费用为₩5,000 - 护照签发记录的费用为₩1,000 |         |                                   |      |         |

## 免簽證及落地簽證地區

韩国公民签证要求
韩国
需要统一部访问证
免签证
落地签证
电子签证
可办理落地签证或电子签证
需要提前办理签证
韩国政府名列之旅游黑名单国家与地区

根据2025年1月8日发布的亨利护照指数，韩国护照可免签证、落地签证或电子签证入境192个国家和地区，位居世界第3，与芬兰、法国、德国、意大利、西班牙护照并列。自中国大陆对韩国护照免签后，韩国护照和文莱护照是世界上唯二能够同时能够免签入境联合国五大常任理事国的护照。